# قشلاق‌رضا
قشلاق‌رضا(به کردی: قشڵاخ ڕەزا، Qişllaq reza) روستایی از توابع بخش زیویه در شهرستان سقز است که در استان کردستان ایران قرار دارد.

## جمعیت
این روستا در دهستان صاحب واقع شده و براساس سرشماری سال ۱۳۸۵، جمعیت آن ۱۵۰ نفر (۲۹ خانوار) بوده‌است.